# 氯磺酰异氰酸酯
氯磺酰异氰酸酯（化学式：ClSO2NCO），缩写CSI。有机合成试剂。

## 性质
氯磺酰异氰酸酯是一种高度腐蚀性的无色透明易流动液体。有毒！对呼吸道和皮肤有强烈刺激性。易吸湿，在空气中形成烟雾，遇水剧烈反应生成氨基磺酸、氯化氢和二氧化碳。可溶于多数有机溶剂。用聚乙烯器皿储存。300°C 以下稳定。

## 历史
1950年代由德国化学家 Graf 通过用等量的氯化氰与三氧化硫反应首先制得。

## 制取
由氯化氰与三氧化硫反应并蒸馏而得。
{\displaystyle {\rm {\ SO_{3}+ClCN\rightarrow ClSO_{2}NCO}}}

## 用途
化学性质非常活泼。分子中有氯磺酰基和异氰酸基，两者都是很活泼的官能团。 碳和硫原子是分子中的两个亲电位点，可受亲核进攻。 异氰酸酯的 N=C 部分也能发生表环加成。
一些性质有：
- 与三元环生成 β-内酰胺。
- 与烯烃发生[2+2]环加成反应生成 β-内酰胺。
- 与炔烃反应生成6-氯-1,2,3-噁噻嗪-2,2-二氧化物。
- 与醇反应生成氯磺酰氨基甲酸酯，[4] 脱羧得到取代氯磺酰胺。
- 与醛反应生成氯磺酰基亚胺，并放出二氧化碳；或生成取代4-氧代-1,3,5-二噁嗪烷-5-磺酰氯。
- 与有α-氢的酮反应生成1,2,3-噁噻嗪-4(3H)-酮-2,2-二氧化物或1,4,2-二噁嗪-3(2H)-酮。
- 与羧酸反应生成羧酸·氯磺酰氨基甲酸酐，脱羧得到N-氯磺酰基酰胺，进一步用三乙胺／二甲基甲酰胺处理可得腈。
- 与伯酰胺反应生成腈。
- 与烷烃在可见光、紫外或加热条件下生成氯代烃。
- 与胺反应生成N-取代硫酰胺。